# Enigma (jeu vidéo, 1998)
Enigma est un jeu vidéo d'action-aventure développé par Omega Force et publié par Koei, sorti le 2 avril 1998 au Japon pour la PlayStation. Se déroulant en 1920, le jeu met en scène trois personnages jouables originaires d'Angleterre, du Japon et des États-Unis, qui parcourent le monde pour résoudre des énigmes dans diverses ruines et temples.

## Système de jeu
Enigma est un jeu d'aventure solo en vue à la troisième personne, avec trois personnages sélectionnables,.

## Développement et publication
Le jeu est développé par Omega Force, qui a précédemment développé Dynasty Warriors (1997). Durant cette période, Koei a souhaité se diversifier par rapport au genre de jeu de stratégie pour lequel ils étaient connus. Pour cette raison, ils ont édité plusieurs jeux tels que le jeu de tir Operation WinBack, le jeu de combat Dynasty Warriors, ainsi qu'Enigma, un jeu d'aventure. Le jeu est réalisé par Kazuta Imamura, tandis que Tatsuya Yazaki en est le producteur et Kageki Shimodo a écrit l'histoire. Le jeu est conçu avec des graphismes 3D pré-rendus et ses personnages sont modélisés en 3D.
Lorsque le jeu est annoncé en juin 1997 à l'Electronic Entertainment Expo, le développement est censé durer neuf mois et il est initialement prévu de localiser le jeu pour les marchés anglophones. À ce moment, une version PlayStation est confirmée, en plus de versions pour la Nintendo 64 ou pour ordinateur personnel,. Un porte-parole de Koei décrit alors le jeu comme « Indiana Jones mais avec une touche de Resident Evil ». Il déclare également qu'il est possible que le jeu se vende mieux que le jeu récemment sorti Final Fantasy VII. Par la suite, le jeu est présenté au Tokyo Game Show du printemps 1998. Il fait partie des plus de 200 jeux PlayStation présentés lors du salon, contre seulement seize pour la Nintendo 64.
Enigma est sorti le 2 avril 1998 sur PlayStation au Japon et est publié par Koei. Un guide de 127 pages est publié par Koei intitulé Enigma Hyper Guidebook.

## Réception
Famitsu lui attribue une note de 25 sur 40. Le critique relève que le point de vue et le système de contrôle sont très similaires à ceux de Resident Evil.
Le magazine français Joypad lui accorde la note de 5 sur 10.
Le magazine brésilien Super GamePower lui donne une note de 3,8 sur 5.
Le magazine brésilien Ação Games lui assigne la note de 9 sur 10, louant les graphismes, le gameplay, les animations des personnages et le challenge.

### Traduction
- (en) Cet article est partiellement ou en totalité issu de l’article de Wikipédia en anglais intitulé « Enigma (1998 video game) » (voir la liste des auteurs).